# Aragoniens regenter
Dette er en liste over Aragoniens regenter. Med Aragonien menes Kongeriget Aragonien, som var et selvstændigt kongerige i middelalderen. I dag er Aragonien en autonom region i det nordøstlige Spanien. Kongeriget Aragonien blev dannet i 1035, da Grevskabet Aragonien blev udskilt som et selvstændigt kongerige fra Kongedømmet Navarra i henhold til testamentet efter kong Sancho 3. (1004–35). I 1164 forenedes Kongeriget Aragonien i en personalunion med Grevskabet Barcelona i den Aragonske Krone. I det 13. århundrede blev kongedømmerne Valencia, Mallorca og Sicilien tilføjet kronen og i det 14. århundrede Kongeriget Sardinien og Corsica. Den Aragonske Krone blev endelig i 1479 forenet med Kastilien i en ny personalunion, som førte til Spaniens grundlæggelse. Den Aragonske Krone og dets kongeriger fortsatte med at eksistere indtil 1714, da dets konstitutioner blev opløst i Nueva Planta dekreterne ved afslutningen af den Spanske Arvefølgekrig.

## Jiménez dynastiet, 1035–1164
Da Sancho 3. af Navarra døde, arvede hans søn Ramiro Aragonien.
| Navn                                                                               | Portræt        | Fødsel                                                                        | Ægteskaber                                                       | Død                                             |
| ---------------------------------------------------------------------------------- | -------------- | ----------------------------------------------------------------------------- | ---------------------------------------------------------------- | ----------------------------------------------- |
| Ramiro 1. Februar 1035 – 8. maj 1063                                               | Ramiro 1.      | 1007 søn af Sancho 3. af Navarra og Sancha de Aybar                           | Ermesinda af Bigorra 22. august 1036 5 børn                      | 8. maj 1063 Graus                               |
| Sancho Ramírez (også konge af Navarra fra 1076) 8. maj 1063 – 4. juni 1094         | Sancho Ramírez | 1042 søn af Ramiro 1. af Aragonien og Ermesinda af Bigorre                    | Isabel af Urgel 1065 1 barn Felicie de Roucy 1076 3 børn         | 4. juni 1094 Huesca i en alder af 48            |
| Peter 1. (også konge af Navarra) 4. juni 1094 – 28. september 1104                 | Peter 1.       | 1068 søn af Sancho Ramírez og Isabel af Urgel                                 | Agnes af Aquitaine 1086 2 børn Bertha af Italien 1097 Ingen børn | 28. september 1104 Aran Valley i en alder af 36 |
| Alfons 1., Krigeren (også konge af Navarra) 28. september 1104 – 8. september 1134 | Alfons 1.      | 1073 søn af Sancho Ramírez, Konge af Aragonien og Navarra og Felicie de Roucy | Urraca af Kastilien 1109 Ingen børn                              | 8. september 1134 Huesca i en alder af 61       |
| Ramiro 2., Munken 8. september 1134 – 13. november 1137                            | Ramiro 2.      | 1075 søn af Sancho Ramírez og Felicie de Roucy                                | Agnes af Aquitaine 1 barn                                        | 16. august 1157 Huesca i en alder af 82         |
| Petronella 1. 13. november 1137 – 18. juli 1164                                    | Aragon         | 29 July 1136 Huesca datter af Ramiro 2. af Aragonien og Agnes af Aquitaine    | Ramon Berenguer 4. af Barcelona 11. august 1137 5 børn           | 16. oktober 1174 Barcelona i en alder af 38     |

## Huset Barcelona, 1164–1410
| Navn                                                      | Portræt   | Fødsel                                                                           | Ægteskaber | Død                                                      |
| --------------------------------------------------------- | --------- | -------------------------------------------------------------------------------- | --- | -------------------------------------------------------- |
| Alfons 2. af Aragonien 18. juli 1164 – 25. april 1196     | Alfons 2. | 1157 Huesca søn af Ramon Berenguer 4. af Barcelona og Petronilla af Aragonien    | Sancha af Kastilien 7 børn | 25. april 1196 Perpignan i en alder af 44                |
| Peter 2. af Aragonien 25. april 1196 – 13. september 1213 | Aragon    | 1178 Huesca søn af Alfons 2. af Aragonien og Sancha af Kastilien                 | Marie af Montpellier 15. juni 1204 2 børn | 12. september 1213 Slaget ved Muret i en alder af ca. 35 |
| Jakob 1. af Aragonien 13. september 1213 – 27. juli 1276  | Jakob 1.  | 2. februar 1208 Montpellier søn af Peter 2. af Aragonien og Marie af Montpellier | Leonora af Kastilien 1221 1 barn Violant af Ungarn 1235 10 børn Teresa Gil de Vidaure 2 børn                                                                                             | 27. juli Valencia i en alder af 68                       |
| Peter 3. af Aragonien 27. juli 1276 – 2. november 1285    | Peter 3.  | 1240 Valencia søn af Jakob 1. af Aragonien og Yolanda af Ungarn                  | Constance af Sicilien 13. juni 1262 6 børn | 2. november 1285 Vilafranca del Penedès i en alder af 45 |
| Alfons 3. af Aragonien 2. november 1285 – 18. juni 1291   | Alfons 3. | 1265 Valencia søn af Peter 3. af Aragonien og Constance af Sicilien              | Leonora af England 15. august 1290 Ingen børn | 18. juni 1291 Barcelona i en alder af 27                 |
| Jakob 2. af Aragonien 18. juni 1291 – 2. november 1327    | Jakob 2.  | 10. august 1267 Valencia søn af Peter 3. og Constance af Sicilien                | Isabella af Kastilien 1. december 1291 Ingen børn Blanche af Anjou 29. oktober 1295 10 børn Marie de Lusignan 15. juni 1315 Ingen børn Elisenda de Montcada 25. december 1322 Ingen børn | 5. november 1327 Barcelona i en alder af 60              |
| Alfons 4. af Aragonien 2. november 1327 – 24. januar 1336 | Alfons 4. | 1299 Napoli søn af Jakob 2. af Aragonien og Blanche af Anjou                     | Teresa d'Entença 1314 7 børn Leonora af Kastilien 2 børn | 27. januar 1336 Barcelona i en alder af 37               |
| Peter 4. af Aragonien 24. januar 1336 – 5. januar 1387    | Peter 4.  | 5. oktober 1319 Balaguer søn af Alfons 4. og Teresa d'Entença                    | Maria af Navarra 1338 2 børn Leonor af Portugal 1347 Ingen børn Leonora af Sicilien 4 børn                                                                                               | 5. januar 1387 Barcelona i en alder af 68                |
| Johan 1. af Aragonien 5. januar 1387 – 19. maj 1396       | Johan 1.  | 27 December 1350 Perpignan søn af Peter 4. af Aragonien og Leonora af Sicilien   | Martha af Armagnac 1 barn Yolande of Bar 3 børn | 19. maj 1396 Foixà i en alder af 46                      |
| Martin af Aragonien 19. maj 1396 – 31. maj 1410           | Martin 1. | 1356 Girona søn af Peter 4. af Aragonien og Leonora af Sicilien                  | Maria de Luna 13. juni 1372 4 børn Margrete af Prades 1409 Ingen børn | 31. maj 1410 Barcelona i en alder af 54                  |

## Huset Trastámara, 1412–1516
Disse konger betegnes nogle gange som aragonske, men de kom ikke fra Huset Aragonien, men fra Huset Trastámara, som tidligere havde regeret Kastilien.
| Navn                                                        | Portræt      | Fødsel                                                                                  | Ægteskaber                                                                        | Død                                          |
| ----------------------------------------------------------- | ------------ | --------------------------------------------------------------------------------------- | --------------------------------------------------------------------------------- | -------------------------------------------- |
| Ferdinand 1. den Ærlige 24. juni 1412 – 2. april 1416       | Ferdinand 1. | 27. november 1380 Medina del Campo søn af Johan 1. af Kastilien og Leonora af Aragonien | Leonora af Alburquerque 1394 8 børn                                               | 2. april 1416 Igualada i en alder af 36      |
| Alfons 5. den Ædelmodige 2.april 1416 – 27. juni 1458       | Alfons 5.    | 1396 Medina del Campo søn af Ferdinand 1. og Leonora af Alburquerque                    | Maria af Kastilien 1415 Ingen børn                                                | 27. juni 1458 Napoli i en alder af 52        |
| Johan 2. den Store 27. juni 1458 – 19. januar 1479          | Johan 2.     | 29.juni 1397 Medina del Campo søn af Ferdinand 1. og Leonora af Alburquerque            | Blanca 1. af Navarra 6. november 1419 4 børn Juana Enríquez 2 børn                | 20. januar 1479 Barcelona i en alder af 81   |
| Ferdinand 2. den Katolske 19. januar 1479 – 23. januar 1516 | Ferdinand 2. | 10. marts 1452 søn af Johan 2. af Aragonien og Juana Enriquez                           | Isabella 1. af Kastilien 19. oktober 1469 5 børn Germaine af Foix 1505 Ingen børn | 23. januar 1516 Madrigalejo i en alder af 63 |
| Johanne den Vanvittige 23. januar 1516 – 12. aril 1555      | Johanna      | 6. november 1479 datter af Ferdinand 2. af Aragonien og Isabella 1. af Kastilien        | Filip 1. af Kastilien 20. oktober 1496 6 børn                                     | 12. april 1555 Tordesillas i en alder af 75  |

### Tronprætendenter mod Johan 2., 1462–1472
Under den Catalonske Borgerkrig var der tre, som gjorde krav på tronen, dog ikke i Kongeriget Valencia.
| Navn                                                               | Portræt   | Fødsel                                                                              | Ægteskaber                                                                      | Død                                            |
| ------------------------------------------------------------------ | --------- | ----------------------------------------------------------------------------------- | ------------------------------------------------------------------------------- | ---------------------------------------------- |
| Henrik 4. af Kastilien (tronprætendent) Huset Trastámara 1462–1463 | Henrik 4. | 5. januar 1425 Valladolid søn af Johan 2. af Kastilien og Maria af Aragonien        | Johanne af Portugal 1455 1 barn                                                 | 11. december 1474 Madrid i en alder af 49      |
| Peter 5. af Aragonien (tronprætendent) Huset Aviz 1463–1466        | Peter 5.  | 1429 søn af Infante Peter, hertug af Coimbra og Isabella af Urgell                  | aldrig gift                                                                     | 1466 Granollers i en alder af 37               |
| René (tronprætendent) Huset Valois-Anjou 1466–1472                 | René      | 16. januar 1409 Château d'Angers søn af Ludvig 2. af Napoli og Yolande af Aragonien | Isabelle af Lorraine 1420 10 børn Jeanne de Laval 10. september 1454 Ingen børn | 10. juli 1480 Aix-en-Provence i en alder af 71 |

## Huset Habsburg, 1516–1700
| Navn                                                | Portræt  | Fødsel                                                                    | Ægteskaber | Død                                        |
| --------------------------------------------------- | -------- | ------------------------------------------------------------------------- | --- | ------------------------------------------ |
| Karl 1., Kejseren 23. januar 1516 – 16. januar 1556 | Karl 1.  | 24. february 1500 Gent søn af Filip 1. af Kastilien og Juana af Kastilien | Isabella af Portugal 10. marts 1526 3 børn                                                                                         | 21. september 1558 Yuste i en alder af 58  |
| Filip 1. 16. januar 1556 – 13. september 1598       | Filip 1. | 21. maj 1527 Valladolid søn af Karl 1. og Isabella af Portugal            | Maria af Portugal 1543 1 barn Mary 1. af England 1554 Ingen børn Elisabeth af Valois 1559 2 børn Anna af Østrig 4. maj 1570 5 børn | 13. september 1598 Madrid i en alder af 71 |
| Filip 2. 13. september 1598 – 31. marts 1621        | Filip 2. | 14. april 1578 Madrid søn af Filip 1. og Anna af Østrig                   | Margrete af Østrig 18. april 1599 5 børn                                                                                           | 31. marts 1621 Madrid i en alder af 42     |
| Filip 3. 31. marts 1621 – 17. september 1665        | Filip 3. | 8. april 1605 Valladolid søn af Filip 2. og Margrete af Østrig            | Elisabeth af Bourbon 1615 7 børn Marianne af Østrig 1649 5 børn                                                                    | 17. september 1665 Madrid i en alder af 60 |
| Karl 2. 17. september 1665 – 1. november 1700       | Karl 2.  | 6. november 1661 Madrid søn af Filip 3. og Marianne af Østrig             | Maria Louise af Orléans 19. november 1679 Ingen børn Maria Anna af Neuburg 14. maj 1690 Ingen børn                                 | 1. november 1700 Madrid i en alder af 38   |

Aragonien forblev loyal til Filip 4. under det Catalanske Oprør, hvorimod Catalonien støttede Ludvig 13. og Ludvig 14. af Frankrig. Karl 2. døde uden arvinger.

## Huset Bourbon, 1700–1705
| Navn                             | Portræt  | Fødsel                                                                                       | Ægteskaber                                                                                 | Død                                  |
| -------------------------------- | -------- | -------------------------------------------------------------------------------------------- | ------------------------------------------------------------------------------------------ | ------------------------------------ |
| Filip 4. 1. november 1700 – 1705 | Filip 4. | 19. december 1683 Château de Versailles søn af Ludvig, Grand Dauphin og Maria Anna af Bayern | Maria Luisa af Savoien 2. november 1701 4 børn Elisabeth af Parma 24. december 1714 7 børn | 9. juli 1746 Madrid i en alder af 62 |

## Huset Habsburg, 1705–1714
| Navn              | Portræt | Fødsel                                                                                            | Ægteskaber                                | Død                                      |
| ----------------- | ------- | ------------------------------------------------------------------------------------------------- | ----------------------------------------- | ---------------------------------------- |
| Karl 3. 1705–1714 | Karl 3. | 1. oktober 1685 Wien søn af Leopold 1. (Tysk-romerske rige) og Leonora-Magdalena af Pfalz-Neuburg | Elisabeth Christine 1. august 1708 4 børn | 20. oktober 1740 Vienna i en alder af 55 |

Under krigen (officielt i 1707) opløste Filip af Anjou med Nueva Planta dekreterne den Aragonske Krone. Efter denne tid er der ikke længere nogle aragonske monarker. Ikke desto mindre fortsatte konger og dronninger helt op til Isabella 2. i officielle dokumenter at titulere sig som : konge/dronning af Kastilien, Leon, Aragonien, begge Sicilier, Jerusalem, Navarra, Granada, Toledo, Valencia, Galicien, Mallorca, Sevilla, Sardinien, Cordoba, Corsica, Murcia, Jaen, Algarve, Algeciras, Gibraltar, Canarieøerne, Østindien og Vestindien, Øerne og Hovedlandet i Oceanet; Ærkehertug af Østrig; hertug af Burgundiet, Brabant, Milano; greve af Habsburg, Flandern, Tirol, Barcelona; Herre af Biscayen, Molina.